# Saint-Urcize

Saint-Urcize este o comună în departamentul Cantal, Franța. În 1 ianuarie 2022 avea o populație de 449 de locuitori.